# کچاچو
کچاچو (به لاتین: Cachaço) یک روستا در دماغه سبز است.